# ذا إيدج (أمستردام)
ذا إيدج (بالإنجليزية: The Edge) هو مبنى مكاتب يقع في مدينة أمستردام بهولندا، ويُعد المقر الرئيسي لشركة ديلويت (Deloitte) في العاصمة الهولندية.
يُعتبر المبنى أحد أكثر المباني استدامة وذكاءً في العالم. يتميز باحتوائه على أكثر من 28,000 جهاز استشعار متصلة بشبكة متكاملة تتيح إدارة العمليات اللوجستية وتحسين بيئة العمل، إضافة إلى جمع البيانات وتحليل سلوك المستخدمين داخل المبنى.
حصل "ذا إيدج" على أعلى تصنيف استدامة تم منحه على الإطلاق من قبل مؤسسة التقييم البيئي البريطانية BREEAM، بنسبة بلغت 98.4%. ويعزى هذا التقييم المرتفع إلى عدة خصائص تصميمية وتقنية، من أبرزها:
- التوجيه المعماري الذكي الذي يعزز الإضاءة الطبيعية.
- استخدام الألواح الشمسية لتوليد الطاقة.
- نظام تخزين الطاقة الحرارية باستخدام المياه الجوفية.
- نظام إضاءة ذكي مزود بمستشعرات لرصد الإشغال ودرجة الحرارة والضوء.

## المراحع
1. ↑  Randall، Tom (23 سبتمبر 2015). "The Smartest Building in the World". www.bloomberg.com. مؤرشف من الأصل في 2024-11-24.
2. ↑  Wakefield، Jane (6 أبريل 2016). "Is world's greenest office also smart?". BBC News. مؤرشف من الأصل في 2024-12-26.
3. ↑  "The Edge / PLP Architecture". ArchDaily. 22 أبريل 2016. مؤرشف من الأصل في 2025-02-21.